# Enrique Bolaños
Enrique José Bolaños Geyer, född 13 maj 1928 i Nindirí i departementet Masaya, död 14 juni 2021 i Nindirí, var en nicaraguansk politiker. Han var president i Nicaragua från 10 januari 2002 till 10 januari 2007. Bolaños efterträddes av Daniel Ortega.